# 猫耳 (映画)
『猫耳』（ねこみみ、英名：NEKO-MIMI）は、黒澤潤監督による1994年の長篇実験映画。
ニューヨーク短編映画祭で「最も実験的な作品である」と評された。1993年にロッテルダム国際映画祭にてワールド プレミア、ヨーロッパ25都市で上映され、翌年東京・恵比寿EAST GALLERYにおいて「完璧な病室」と題して、医療用ベッドを客席として並べた特設会場にて上映された。1998年劇場公開。カラーとモノクロを交え、閉ざされた時間感覚の中廃墟で遊ぶ数人の男女と草原や森や湖の風景を描く黒澤潤による実験的な長篇第1作。

## 出演
- 美加理
- 薔薇絵
- 上杉貢代
- 有村肯也
- 山内理絵
- 今野博之

## あらすじ
廃墟のアパートで4人の若者がゲームのような生活を繰り返している。彼らの周囲にはカメラや映写機が見え隠れ、一人の少女は写真を撮られ続け、一人の少年はスクリーンへへばり付く。反復不可能なものは彼らにとって嫌悪にしかならなかった。
ある日突然一人の女が現れ、死ぬ。彼女の存在をゲームに取り込もうとするが、自己完結した彼らの世界に歪みが生じ、女の葬式ごっこを済ませた彼らは終わりのないゲームに取り付かれ、究極の死へと向かって行く。